# Adela Mărculescu
Adela Mărculescu (n. 21 decembrie 1938, Aiud, România) este o actriță de teatru și film din România. În prezent este actriță la Teatrul Național din București. Din 2001 este cetățean de onoare al municipiului București.

## Biografie
La vârsta de opt ani, fiind pasionată de dans, dansează pe scena Teatrului Național rolul piticului Sorina din piesa Înșir'te mărgărite. Mărculescu a absolvit în 1959 Institutul de Artă Teatrală și Cinematografică din București, în clasa actorului Alexandru Finți „omul fascinat de ideea adevărului scenic, căruia îi păstrez o deosebită amintire și ca profesor, și ca regizor”.  A debutat pe scena Teatrului de Stat din Botoșani, însă nu a reușit să-și încheie stagiul, deoarece a fost solicitată pentru rolul Ninuccia din piesa De Pretore Vincenzo de Eduardo De Filippo, la Teatrul de Stat din Ploiești, ca parteneră a lui Toma Caragiu, rol care i-a adus o afirmare rapidă. A jucat la Teatrul Național din București (din 1964), dar a interpretat roluri și la Teatrul din Ploiești (1959-1963), Teatrul Radu Stanca din Sibiu(1971), Teatrul Mic (1963), la Radiodifuziune și în filme. În cinematografie debutează în 1965 cu filmul Serbările galante în regia lui Rene Clair.

## Spectacole de teatru
- Alexandru Lăpușneanu
- Cine a fost Adam?
- Idolul și Ion Anapoda
- Între patru ochi
- Despot Vodă
- Torquato Tasso
- Un anotimp fără nume
- Capcana
- Omul care a văzut moartea
- Vrăjitoarele din Salem
- Trilogia antică
- Poveste din Hollywood
- Harvey
- Dragă mincinosule
- Vecina de alături
- Anul viitor la aceeași oră
- Mașinăria Cehov
- Viață de actor
- Dulcea pasăre a tinereții
- Take, Ianke și Cadîr
- Dona Diana

## Filmografie
- Șapte băieți și o ștrengăriță (1967) - dublaj de voce
- Serbările galante (1965)
- Ceața
- Hyperion (1975) - Thea
- Dumbrava minunată (1980) - Toamna
- Iancu Jianu haiducul (1981)
- Alo, aterizează străbunica!... (1981)
- Galax (1984)
- Acțiunea „Zuzuc” (1984)
- Surorile (1984)
- Declarație de dragoste (1985)
- Un oaspete la cină (1986)
- Primăvara bobocilor (1987)
- Să-ți vorbesc despre mine (1988)
- Cine iubește și lasă
- Bătălia pentru Roma
- Dușmanul dușmanului meu (1999)
- Păcală se întoarce (2006)

## Premii și distincții
- Ordinul „Meritul Cultural” în grad de Ofițer, Categoria D - „Arta Spectacolului” (7 februarie 2004), „în semn de apreciere a întregii activități și pentru dăruirea și talentul interpretativ pus în slujba artei scenice și a spectacolului”[8]